# سيسنا أكس أم سي
سيسنا أكس أم سي (XMC) هي طائرة من إنتاج شركة سيسنا كنموذج مبدئي لتجربة الديناميكات الهوائية المتقدمة والمواد المستعملة في الطيران. يدل اسمها أكس أم سي إلى الأحرف الأولى لتعبير «بساط الريح التجريبي» الإنكليزي (Experimental Magic Carpet) وهي تحولت إلى طراز 1014 وفيما بعد إلى طراز 1034 بحسب وثائق الشركة.

## طرازات من الطائرة
طراز 1014 أكس أم سي
واحد الطائرات في التكوين الأولي مع unducted انتهازي المروحة بالكامل فيريد عجلة الأنف
طراز 1034 أكس أم سي
تعديل للطائرة تم في عام 1972 بمروحة مكتسية لاستكشاف طرق لتحسين كفاءة الدافعة والحد من الضوضاء.

## المواصفات (سيسنا XMC النموذج)
البيانات من The Cessnas that got away
الخصائص العامة
- طاقم: 1
- سعة: 1 Flight test observer
- طول: 23 قدم 0 بوصة (7.01 م)
- باع الجناح: 32 قدم 0 بوصة (9.75 م)
- محركات: 1 × Continental O-200 4-cyl. horizontally opposed air-cooled piston engine, 100 حصان (75 كـو)

أداء

## وصلات خارجية
- صورة سيسنا 1014 أكس أم سي
- صورة سيسنا 1034 أكس أم سي